# Ваццано

Ваццано на карті провінції Вібо-Валентія

Ваццано (італ. Vazzano, сиц. Vazzanu) — муніципалітет в Італії, у регіоні Калабрія, провінція Вібо-Валентія.
Ваццано розташоване на відстані близько 490 км на південний схід від Рима, 45 км на південний захід від Катандзаро, 15 км на схід від Вібо-Валентії.
Населення — 1081 особа (2014).
Щорічний фестиваль відбувається 6 грудня. Покровитель — святий Миколай.

## Демографія
Населення за роками:

Станом на 1 січня 2023 року в муніципалітеті офіційно проживало 27 іноземців з 6 країн, серед них 21 громадянин країн Євросоюзу.

## Сусідні муніципалітети
- Філогазо
- Піццоні
- Сант'Онофріо
- Сімбаріо
- Стефанаконі
- Валлелонга